# Otto Joachim Løvenskiold

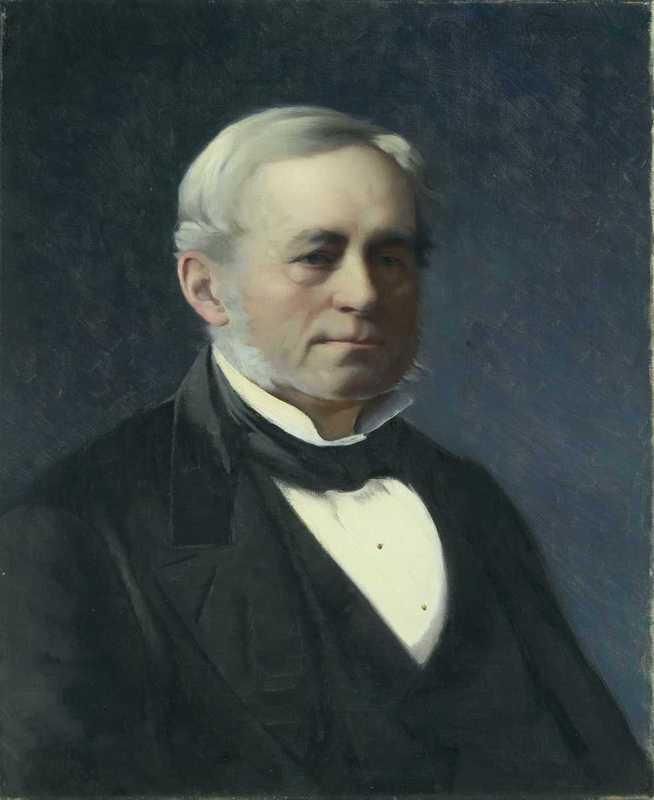
Otto Joachim Løvenskiold, målad av Asta Nørregaard.

Otto Joachim Løvenskiold, född den 14 maj 1811 på Fossums herregård, död den 4 augusti 1882 i Kristiania, var en norsk jurist och politiker, son till Severin Løvenskiold, bror till Leopold Herman Severin Løvenskiold, far till Carl Otto Løvenskiold och farbror till Leopold Herman Løvenskiold.
Løvenskiold blev student 1828 och juris kandidat 1834. Han utnämndes till protokollssekreterare i Høyesteret 1840, till brigadauditör i Artilleribrigaden 1846, till expeditionssekreterare i Finansdepartementet 1847 och till assessor i Høyesteret 1854. År 1856 var han medlem av den svensknorska tullkommittén och 1864-66 en av de ledande männen i Det skandinaviske selskab. Han var starkt intresserad av nykterhetssaken. Åren 1869-76 var han ordförande i Kristiania formannskap och 1871-79 en bland huvudstadens representanter i stortinget, där han var högerns ledare.